# Put It on Me
}}
"Put It on Me" é uma música de Ja Rule e o segundo dos quatro singles extraídos de seu segundo álbum de estúdio, Rule 3:36. A canção faz parte da trilha sonora de The Fast and The Furious. A canção apresenta a rapper Vita. A canção foi originalmente feito com apenas Ja Rule e Vita, mas, em seguida, uma versão remixada foi feita com vocais de Lil Mo no refrão da canção. Ja Rule explicou que a letra da canção foi inspirada por uma discussão que teve com sua esposa para mostrar como ela é importante para ele. Verso de Vita foi escrito por Cadillac Tah. Ele alcançou a posição número oito na Billboard Hot 100, tornando-se primeiro top ten hit de Ja Rule .

## Prêmios e Indicações
- Em 2001, o videoclipe da canção se tornou a primeira a se aposentar no  106 & Park (BET), depois de passar mais de 60 dias na contagem regressiva. O vídeo também foi uns dos Top 100 videos de 2001.[3]
- Em setembro de 2001, o vídeo foi nomeado para o MTV VMA  como o ''Melhor Vídeo de Rap" de 2001.

- Em 2002, "Put It On Me" ganhou dois Prêmios na Broadcast Music, Inc. como "Música Urbana" e "Pop Music".[4][5] A canção também ganhou dois Prêmio de Música no ASCAP Rhythm & Soul como "Compositor do Ano", sendo que a gravadora Murder Inc e o executivo Irv Gotti também foram premiados.

## Desempenho nas tabelas musicais
| Gráfico (2000-2001)                             | Melhor Posição |
| ----------------------------------------------- | -------------- |
| Dutch Singles Chart                             | 7              |
| U.S. Billboard Hot 100                          | 8              |
| U.S. Billboard Hot R&B/Hip-Hop Singles & Tracks | 2              |
| U.S. Billboard Hot Rap Singles                  | 11             |
| U.S. Billboard Rhythmic Top 40                  | 1              |